# Железная дорога Нарын 1 — Газимурский Завод
Железная дорога Нарын 1 — Газимурский Завод — часть комплексного проекта по освоению минерально-сырьевых ресурсов юго-востока Забайкальского края. Дорога призвана соединить Быстринский ГОК с «Южным ходом» Забайкальской железной дороги, который идет от Транссиба до границы с Китаем. В перспективе к линии будет подсоединён горно-обогатительный завод при Бугдаинском месторождении, одном из крупнейших месторождений России и мира по запасам молибдена: более четверти запасов российского молибдена, почти 600 тысяч тонн.
Дорога была сдана в эксплуатацию в декабре 2015 года.

## История строительства
Изначальной целью строительства железной дороги участка «Нарын — Лугокан» являлось освоение пяти рудных месторождений в Забайкалье. На каждом из них планировалось построить горно-обогатительные комбинаты и создать 70 тысяч рабочих мест. Строительство железной дороги «Нарын — Лугокан» началось в 2008 году.
Однако в 2010 году в связи с доразведкой себестоимости ресурсов протяжённость железной дороги сократилась в два раза, с 425 до 226 километров. Начало дороги также было перенесено: со станции Нарын на станцию Нарын 1 (Борзя), а конечной точкой маршрута стал не Лугокан, а Газимурский Завод. В итоге дорога была построена от железнодорожной станции Нарын 1 (Борзя) до Газимурского Завода.
Строительство дороги проводилось на условиях государственно-частного партнерства. Стоимость сооружений железнодорожной инфраструктуры превысила 32 млрд рублей, из которых 25 % — это средства «Норильского никеля», а остальное финансировалось из федерального бюджета.
На данный момент дорога ведёт к Быстринскому ГОКу (золото, медь и железо) и Бугдаинскому ГОКу (полиметаллы). В перспективе может быть построено ещё около 200 км продолжения этой железной дороги к другим трём полиметаллическим месторождениям региона.

## Этапы строительства
На первом этапе в процессе строительства на участке от Борзи (Нарын-1) до Александровского Завода было уложено 131 км верхнего строения пути, 14 железобетонных водопропускных труб и 102 металлические гофрированные трубы, 73 тыс.  м² георешётки. Также в процессе сооружения дороги отсыпали 5,7 млн  м³ земляного полотна, было построено 25 мостов и 3 путепровода.
Следующий этап строительства до Газимурского Завода, несмотря на то, что был короче — 94,5 км, доставил гораздо больше хлопот строителям при возведении. Если до Александровского Завода местность была преимущественно равнинная, то теперь начинались горы и сопки. Поэтому приходилось чаще взрывать скальную породу при отсыпке земляного полотна. Самой сложной и трудоёмкой оказалась разработка впечатляющей по размерам выемки на перегоне Кокуй — Бугдаин протяжённостью 3 км. Её максимальная глубина составляла 42 м, а ширина — 130 м. Также на этом участке оказалось большее количество подземных вод, чем ожидалось, соответственно, был увеличен объем дренажа. Помимо этого, из-за участка вечной мерзлоты после оттаивания началось движение откосов, после чего потребовалось дополнительное укрепление грунта.
В 2012 году в торжественной обстановке была проведена церемония завершения строительства. Однако окончательно дорогу удалось ввести в эксплуатацию 15 декабря 2015 года.